# 公衆交換電話網
公衆交換電話網（こうしゅうこうかんでんわもう、英語: Public Switched Telephone Network, PSTN）は、固定電話回線の電話網である。
「公衆網」「公衆回線網」「公衆電話網」または「公衆電話交換網」（これは、公衆電話の電話網と言う意味ではない）とも表記する。
PSTNは別名「GSTN」（General STN）とも呼ぶ。

## 公衆交換電話網の歴史
技術の進歩を取り入れ、大容量化・多機能化が図られて来た。回線や交換設備を有効利用するため、階層構造であった。

### 手動交換
1870年代後半の電話サービスの開始時は全て手動交換であった。中継操作に時間を要したため、通話申し込みから通話が可能になるまでの待ち時間が有る待時式であった。

### 自動交換
通信需要の増大に対応するため、世界的にダイヤル即時自動化が行われた。回路規模の制約から、一定の桁数のみを解釈しその他の桁の解釈を他の交換機に任せていた。
1880年代に実用化されたステップ・バイ・ステップ交換機で、電話加入区域内通話の自動化が各国で進められた。加入者電話交換機は、加入者番号を解釈して接続するもので、大規模局は4桁、小規模局は3桁が用いられ、交換手呼び出しなど特殊機能を番号の中に割り当てた。自動ダイヤルの区域を拡大するためにダイヤル桁数が拡大され、上位桁を解釈して加入者交換機間を接続する中継タンデム交換機が導入された。
1926年にクロスバー交換機が世界で初めてスウェーデンで使用開始され、各国で市外通話・国際電話の全面即時自動化に利用された。柔軟な中継回線接続が可能で、中継回線の効率的な利用が可能になった。当時の電話網構成は回線・交換設備を有効活用するため、通信量の多い局を直結する網型の斜め回線（direct circuit）と、上位局と結ぶ星型の基幹回線（basic circuit）の複合網であった。接続制御は、着信局にもっとも近い斜め回線から使用し、順次遠い回線を使用していた。
当時の階層構造を示す。
| Class | 略称       | 名称               | 機能 |
| ----- | ---------- | ------------------ | --- |
| 1     | RC         | Regional Center    | Sectional Centerより下位の階層の輻輳で接続できなかったあふれ呼びの接続を行う最終的な階層である。相互間が完全網型接続となっている。 |
| 2     | SC         | Sectional Center   | 州に1または2設置され、州間の接続を行う。                                                                                           |
| 3     | PC         | Primary Center     | Toll Center間のあふれ呼びの接続を行うとともに、Sectional Centerへ州間接続呼びを中継する。                                          |
| 4     | TC         | Toll Center        | 中継タンデム交換機であり、加入者交換機間を相互接続するとともに、上位階層や他電話網との接続を行う。                                 |
| 4     | TP         | Toll Point         | 中継タンデム交換機であり、加入者交換機間を相互接続するとともに、上位階層や他電話網との接続を行う。                                 |
| 4     | IP         | Intermediate Point | 中継タンデム交換機であり、加入者交換機間を相互接続するとともに、上位階層や他電話網との接続を行う。                                 |
| 5     |            | local exchange     | 加入者交換機であり、加入者回線接続機能「BORSCHT」を提供する。                                                                      |
| 5     | end office |                    | 加入者交換機であり、加入者回線接続機能「BORSCHT」を提供する。                                                                      |

1960年代に制御部分がコンピュータ化され、蓄積プログラム方式となったアナログ電子交換機が導入されるようになった。
1968年にITU-Tが共通線信号No.6を勧告した。最大2040回線に対応し、監視信号や選択信号を28ビット固定長の信号ユニットとして、アナログ回線で2400bpsのモデム信号で伝送するものである。交換可能な情報量は増加、ダイヤルインなど付加機能の提供が容易、電話番号全桁が各交換機で解釈可能、電話料金計算システムとオンライン接続、などが実現された。

### デジタル化と通信の自由化
1980年代後半から、以下を目的にデジタル化された。
- 通信需要の増大に低コストで対応する。
- 通信機器の信頼性を高める。
- 付加価値通信網などの、多様なサービスの提供を可能にする。

通信自由化による新規事業者の参入に対応するためにも必要なものであった。
中継網がデジタル化されたデジタル網（Digital Network）・中継網がデジタル交換機で接続された統合デジタル網（Integrated Digital Network）・加入者機器までデジタル化した、サービス総合ディジタル網（Integrated Services Digital Network）がある。デジタル化されていない電話網を特にPSTNと言って区別する向きもある（この場合POTS（Plain Old Telephone Service）とも言う）。また方式を問わずISDNも含めてPSTNとする向きもある。
PDHからSDHを経てATMが回線インターフェースとして用いられるようになった。それにより中継回線のコストが低下し、中継網の階層の簡素化が各国で行われた。加入者交換機と中継交換機の2階層として管理し、他の電話網との相互接続をそれぞれの階層で行う構成も多い。
1980年にITU-TによってQ.700シリーズとして共通線信号No.7が勧告された。これは、最大4096回線に対応し、監視信号や選択信号を最大272バイトの可変長の信号ユニットとして、4.8または64kbpsのパケット通信で伝送するものである。これにより、無応答・特定番号などの多機能転送電話、個人電話番号、着信課金電話番号などの、交換機間で多くの情報を双方向でやり取りする付加サービスの提供が可能となった。

### NGN
回線交換とパケット交換データ通信を統合するものとして提唱されてきたATMが、複雑で実装の難しい仕様となり、多くが事業者の内部網の使用にとどまり加入者回線へ普及せずコストダウンも進捗しなかった。
Internet Protocol閉域網を利用したNext Generation Networkへ更改が行われている。2003年から標準化が進められ、2000年代中ごろから2010年代にかけて更改の方針を示した事業者も多い。2017年には、日本のみがPSTN運用期限を2025年と設定している。

## 日本の公衆交換電話網構成
ここではNTTグループの公衆交換電話網について述べる。

### 自動交換化時代のアナログ電話網
加入者線・端局（EO：End Office）約7000局・集中局（TC：Toll Center）526局・中心局（DC：District Center）81局・統括局（RC：Regional Center）8局の4階位であった。加入者線・端局・集中局間は2線式回線、集中局で2線 - 4線の変換を行い、集中局・中心局・統括局相互間は4線式回線であった。
DCは都道府県毎に1 - 数か所、RCは札幌、仙台、東京、金沢、名古屋、大阪、広島、福岡の8か所に配備されたツリー状ネットワークで、通信網は最終的にRCのレベルで相互に接続されていた。
カールソン課金制御は、発信元の交換機があらかじめ記憶しておいた積算表により着信先の市外局番で1度数の時間をきめて積算するもので、自動車電話・船舶電話は通話先の所在地で課金単位を変化させていた。
電話料金請求書作成は、電話局構内に設けられた加入者課金メーターパネルを月に一度撮影し、手作業でキーパンチしていたが、後にOCRが導入された。
回線損失配分計画は、効率的に網を整備するため数の多い下位回線に多くの損失を配分していた。
- 加入者 - 加入者：32dB
- 加入者 - 端局：7.5dB
- 端局 - 集中局：4.5dB
- 集中局 - 中心局：4dB
- 中心局 - 統括局：0dB
- 統括局 - 統括局：0dB

### デジタル化時代の電話網
加入者線・群局（GC：Group Unit Center）・中継局（ZC：Zone Center）54局・中継局を管理する特定中継局（SZC：Special Zone Center）7局の2階位であった。
2001年当時、ZCは全国47都道府県に最低1つあり、東京都・静岡県・福岡県には2カ所。北海道は5か所存在し、SZCは札幌、仙台、東京、名古屋、大阪、広島、福岡に存在した。
他事業者網との相互接続機能も実現された。課金側の事業者の交換機が相手先の交換機と通信して課金単位を決める柔軟課金が可能となり、携帯電話などは事業者別の課金単位の設定が可能となり、着信者課金などのサービスの柔軟性が向上した。
ADSLの局内端末装置はGC局に置かれる。

### 県内・県外分割後の電話網
1999年7月の県内・県外分割後は、加入者線・群局（GC：Group Unit Center）・県内通信をうけもつ区域内中継局（IC：Intermediate Center）をNTT東・西が管理し、ICに接続する県間通信をうけもつ関門交換機・関門交換機を管理する特定中継局（SZC：Special Zone Center）7局をNTTコミュニケーションズが管理する形に再編された。
既存ノードである、加入者系D70形ディジタル交換機・中継系D60形ディジタル交換機は、2015年度に撤去が終了した。FTTHへ需要が移転したため、残りの回線を既存の新ノードへ接続替えした。

### 機器・回線の新設停止と維持限界
電気通信事業法の第7条により「公平かつ安定的な提供に努めなければならない」ユニバーサルサービスとして、加入電話・公衆電話・緊急通報が指定されていたが、2011年4月より、加入電話に相当する光IP電話が、新たにユニバーサルサービスの対象となり、新規需要への対応・災害復旧・地中化などの場合はメタルケーブルを敷設せず光回線や無線を使って提供することも可能となった。
本来、交換機を含む電気通信設備は、耐用年数・減価償却に要する期間が長く設定されているため、それ以前に除去した場合固定資産除去費を財務上の費用計上しなければならず、その対策も考えられている。
新ノードシステムは、1996年から商用化され、2015年に新規製造が停止した。保守対応備蓄・撤去回線の部品を整備して使用してるが、2025年に数の少ない中継交換機・信号交換機の信頼性確保が難しくなる。制御・監視システムも、メンテナンスが不可能となる。

### 契約数の減少と採算性の悪化
光回線網への移行と、利用者の携帯電話への移行により、2020年度末における加入電話とISDNの契約数合計は、NTT東西合計で1573万件にまで減った。
NTT東⻄の固定電話の利用頻度も激減している。通信回数で2000年から2015年で93%の減少、通信時間で2000年から2015年で97%の減少となっている。もはや、「固定電話市場は、事業者間の競争を促進するフェーズから、いかにコストをかけずにサービスを維持していくかというフェーズに移⾏した」と、NTTは宣言している。
このように利用頻度が激減した結果、公衆交換電話網は、2006年3月期以降赤字に転落、2009年以降連続して1000億円規模の赤字を出し続けている。ユニバーサルサービスとして接続している関連電話サービスの利用者から赤字補填用の基金を集めているが、2021年3月期は546億円の赤字に対し、補填額は68億円で焼け石に水の状態になっている。これは、一回線当たりの費用が上位4.9%となる高コスト地域の加入電話維持費用、緊急通報網維持費用のうち、当該司令室がカバーする高コスト地域の加入電話回線数の割合に応じた費用、および公衆電話の損失（維持費用原価 - 収益）だけを補填する制度であり、公衆交換電話網自体の赤字の解消を目的としているわけではないためである。

### 公衆交換電話網のIP網への円滑な移行
加入電話・INSネットの音声通話をメタルIP電話に置き換えることにより、PSTNを廃止しNGNへ更改するPSTNマイグレーションが、2024年1月中に行われた。
2024年12月25日、NTT東西はPSTNマイグレーションが全て完了したと発表した。
加入者へ複数回の書面による通知の後、解約の意思表示がない場合、付加サービスとともに「メタルIP電話（加入電話・INSネット相当）」の契約に自動移行した。電気通信事業者の電話網設備のみの変更となるため、加入者宅内工事はなく、既存の電話機がそのまま使え、電話機に電話線から電力を供給する局給電機能についても存続する。
マイラインは、廃止となった。法人契約で、マイライン事業者登録の通話区分登録全てがKDDIまたはソフトバンク場合、KDDIまたはソフトバンクの法人向け通話サービスに自動移行した。
メタルIP電話における基本的な音声サービスは、基本料を現状と同じとし、通話料金を全国均一とする。公衆電話は、発側であるNTT東西が全国一律の料金設定をする。
事業継続が技術的に困難、もしくは、大幅な値上げが避けられないサービスについては、加入者機器での機能代替・IP網での代替サービスを案内する。
双方向型番号ポータビリティを開始する。
緊急通報の回線保留・逆信機能は、モバイル・IP電話発信時と同様に「コールバック」と次の機能により対応する。
- 1XY通知機能
- 転送解除機能
- 着信拒否解除機能
- 第三者発着信制限機能
- 災害時優先接続機能

災害時優先電話は、輻輳発生時、「片方向セッション管理方式」で優先的に取り扱う。
発着2者間でIP制御網を国際標準化されたインターフェースで直接接続し、複数事業者間での従量精算機能は簡素化する。要望事業者が全額負担することを前提に、（00XY）番号の中継選択機能・（00XY）（0AB0）番号の付加サービスのためのメタルIP電話のルーティング機能を具備する。
新ノード（NS-8000）の加入者メタル電話回線収容装置を利用して、VoIP変換装置で中継IPルーターに接続する。
切り替え工程としては、着信側準備を早期化し、移行期以降は利用しない「IP-STM変換機能」の具備を回避することとなった。
- IP-POIビル環境を構築
- 準備ができた事業者より、IP-IP接続を開始（2021〜2024年）
  - 予め加入者交換機をIP網に接続（2021〜2022年）
  - サービス提供事業者-着信事業者間をIP-POI経由に切替（2023年前半）
  - 発信事業者-サービス提供事業者間をIP-POI経由に切替（2023年後半）
- 固定電話発信の通話をIP-POI経由に切り替え（2024〜2025年）
  - 固定電話発信サービス呼びの切り替え
  - 固定電話の信号網・中継網の撤去

メタル電話回線収容装置の維持限界の時期は想定が困難とされている。メタルIP電話を廃止することになった場合、局給電・利用者の既存端末の継続利用・公衆電話の課金などを、どのように技術的・経営的に確保するのかが課題となる。

#### INSネットのPSTNマイグレーションに伴うサービス変更
上記の通りINSネット64・INSネット64ライト・INSネット1500も、PSTNマイグレーションによるサービス提供仕様変更の影響を受ける。INSネットの回線交換「ディジタル通信モード」は2024年1月以降サービス提供終了となるが、既存サービス提供先への影響が大きいため、2024年から2027年頃までを目途として、「切替後のINSネット上のデータ通信」（仮称。旧称「メタルIP電話上のデータ通信」）が、ディジタル通信モードの補完策として提供される。しかし互換性に問題が生じる場合がある。